# Heinz Schwitzke
Heinz Schwitzke (* 13. Februar 1908 in Helbra; † 25. Oktober 1991 in Braunlage) war ein deutscher Autor, Rundfunkredakteur und Hörspieltheoretiker.

## Leben
Schwitzke war seit 1928 als Schriftsteller und seit 1929 als Kritiker tätig. 1930 promovierte er mit einer Arbeit über Die Beziehungen zwischen Ästhetik und Metaphysik in der deutschen Philosophie vor Kant. 1932 trat er in die NSDAP ein (Mitgliedsnummer 1.097.305). Von 1932 bis 1938 arbeitete er beim Deutschlandsender, wo er die literarische Abteilung leitete. 
Schwitzke diente als Soldat im Zweiten Weltkrieg, geriet für drei Jahre in sowjetische Gefangenschaft und verfasste dort sein Werk Das Evangelium der Gefangenen, eine Evangelienharmonie in Versen. Um Papier und Bleistifte für die Niederschrift zu bekommen, verkaufte er oft seine Tagesrationen an Brot und notierte in kleinster Schrift die Verse, die er todkranken Kameraden, deren Behandlung teils schon aufgegeben worden war, an ihren Betten vorlas. Das Manuskript wurde mehrfach kopiert; etliche Gefangene versuchten, Exemplare (etwa in hohlen Beinprothesen) aus der Sowjetunion zu schmuggeln, jedoch gelangte nur ein einziges Exemplar bis nach Westdeutschland. Schwitzke weigerte sich jahrzehntelang, dies Werk zu veröffentlichen. Es sei zu intim, zu belastend die Erinnerungen daran. Erst in den 80er Jahren stimmte er auf Bitten ehemaliger Kameraden zu, die Verse zu veröffentlichen.
Sein 1938 veröffentlichter Roman Schwedischer Winter wurde 1946 in die Liste der gesperrten Autoren und Bücher aufgenommen.
1948 wurde Schwitzke Redakteur beim Evangelischen Pressedienst in Bielefeld und Leiter der Kirchlichen Rundfunkzentrale in Bethel. Er begründete den Informationsdienst Kirche und Rundfunk. Von 1951 bis 1971 war er Leiter der Hörspielabteilung des NWDR bzw. (ab 1955) des NDR. Sein Werk Das Hörspiel. Dramaturgie und Geschichte (1963) prägte – mit seiner Definition des Hörspiels als eines reinen Sprach- und imaginativen Rollenspiels, das von der Suggestionskraft poetischer Sprache lebe – die Hörspieltheorie nach 1945 maßgeblich. Vertreter des experimentellen „Neuen Hörspiels“ ab den späten 60er Jahren opponierten jedoch gegen Schwitzkes Auffassung des Genres als eines reinen Illusionsmediums.
Nach der Pensionierung verbrachte Schwitzke seine letzten Lebensjahre als Schriftsteller und Herausgeber in Eutin/Holstein.

## Schriften
- Die Beziehungen zwischen Aesthetik und Metaphysik in der deutschen Philosophie vor Kant, Charlottenburg 1930, DNB 369369793 (Dissertation Universität Berlin 1930, 93 Seiten).
- Schwedischer Winter, Roman, Berlin, 1938.
- Bericht über eine junge Kunstform. In: Sprich, damit ich dich sehe. Sechs Hörspiele und ein Bericht über eine junge Kunstform, List, München 1960, S. 9–29
- Das Hörspiel. Dramaturgie und Geschichte. Köln/Berlin 1963 (Online-Version).
- Evangelium der Gefangenen, Luther-Verlag, Bielefeld 1978, ISBN 3-7858-0249-8.
- Das einundzwanzigste Kapitel, Luther-Verlag, Bielefeld 1980, ISBN 3-7858-0259-5
- Einzelgänger. Erzählungen, Luther-Verlag, Bielefeld 1985, ISBN 3-7858-0296-X

### Als Herausgeber
- Sprich, damit ich dich sehe. Teil 1: Sechs Hörspiele und ein Bericht über eine junge Kunstform (List-Bücher; Band 164), List, München 1960, DNB 454802331
- Sprich, damit ich dich sehe. Teil 2: Frühe Hörspiele (List-Bücher, Band 217), List, München 1962, DNB 452056632.
- Unter Mitarbeit von Franz Hiesel, Werner Klippert und Jürgen Tomm: Reclams Hörspielführer, Philipp Reclam Junior, Stuttgart 1969, DNB 458919624.
- Mit Bildornamenten von Hans Ohlms: Heimkehr zu Penelope: nach dem Text des Lagers 437 aus Homers Odyssee, Übersetzung von Heinz Schwitzke. Aldus-Presse, Reicheneck, Reutlingen 1985, DNB 860078167.[2]

### Beiträge in Zeitschriften
- Die Sprache des Hörspiels. Ein Versuch, in: Sprache im technischen Zeitalter, Nr. 1 (1961), S. 45–54.

## Hörspiele (Auswahl)
Autor:
- 1954: Die guten Boten. Ein Spiel um die vier Apostel (auch Redaktion) – Regie: Gustav Burmester
- 1959: Feature: Aus apokryphen Evangelien – Regie: N. N.
- 1959: Feature: Irrfahrt und Heimkehr. Homers Odyssee nach dem Text des Lages 437 (1. Teil: Kalypso und Phäakenland; 2. Teil: Ithaka) – Regie: N. N.; Sprecher: Mathias Wieman

Autor und Sprecher:
- 1960: Feature: Selbstportrait der Zeit (1. Teil: Vom Zusammenbruch bis zur Währungsreform; 2. Teil: Von der Währungsreform bis zur Gegenwart) Anderthalb Jahrzehnte Zeitgeschichte in Hörspielen – Regie: N. N.
- 1980: Werkstattbeitrag: Heinz Schwitzke spricht über die früheste Fassung des Hörspiels Die Stunde des Huflattichs von Günter Eich – Redaktion: Heinz Hostnig
- 1983: Pioniere der Radiokunst (4. Folge: Alfred Döblin – Das Alexanderplatzhörspiel) – Regie: Hermann Naber

Autor, Regie und Sprecher:
- 1962: Kommentar: Formprobleme des Hörspiels – Das Hörspiel als theologischer Versuch. Vorspruch zu „The Life of Man“ von John Arden

Redaktion:
- 1954: Günter Eich: Das Jahr Lazertis – Regie: Fritz Schröder-Jahn
- 1954: Günter Eich: Sabeth – Regie: Gustav Burmester
- 1954: Dylan Thomas: Unter dem Milchwald – Regie: Fritz Schröder-Jahn
- 1958: Günter Eich: Festianus, Märtyrer – Regie: Gustav Burmester
- 1962: Richard Hughes: Gefahr – Regie: Fritz Schröder-Jahn
- 1967: Otto Heinrich Kühner: Pastorale 67 – Regie: Fritz Schröder-Jahn